# Greenhill, London
Greenhill är en ort i Storbritannien.   Den ligger i grevskapet Greater London och riksdelen England, i den södra delen av landet, 17 km nordväst om huvudstaden London. Greenhill ligger 64 meter över havet och antalet invånare är 9 324.
Terrängen runt Greenhill är platt, och sluttar söderut. Runt Greenhill är det mycket tätbefolkat, med 5 206 invånare per kvadratkilometer. Närmaste större samhälle är City of London, 18,7 km öster om Greenhill. Runt Greenhill är det i huvudsak tätbebyggt.